# Широковське
Широ́ковське (рос. Широковское) — село у складі Далматовського району Курганської області, Росія. Адміністративний центр та єдиний населений пункт Широковської сільської ради.
Населення — 506 осіб (2017, 538 у 2010, 674 у 2002).
Національний склад станом на 2002 рік: росіяни — 98 %.